# Mendozellus dubius
Mendozellus dubius är en insektsart som beskrevs av Rauno E. Linnavuori 1955. Mendozellus dubius ingår i släktet Mendozellus och familjen dvärgstritar. Inga underarter finns listade i Catalogue of Life.